# Éloi Pino
Pour les articles homonymes, voir Pino (homonymie).
Éloi Pino (Saint-Laurent-de-la-Salanque, 24 juin 1845-Saint-Laurent-de-la-Salanque, 8 mai 1907) est un officier de marine marchande et un commerçant français, un des premiers Européens à avoir utilisé le plateau de Djibouti.

## Biographie
Fils d'un ouvrier, il parvient à devenir commandant dans la marine marchande et, en 1878, dirige l'Orénoque qui cabote en Méditerranée. L'année suivante, il entre au service de la maison Lafage et Cie de Marseille qu'il représente à Zeila Il se rend au Shewa en mars 1881, et part pour Aden début 1882 avant de retourner en Éthiopie à la fin de l'année.
En 1883, Pino décide de continuer ce commerce pour son propre compte. En mars 1884, il quitte Obock avec sa première caravane d'armes, en compagnie de Chefneux. En 1885, il propose une étude sur les routes qui mènent au Shewa à la Société de géographie de Paris dont il est membre. Il recommande la piste du sud partant de Zeila plutôt que celle du nord par Obock et le lac Assal.
En avril 1884, il part de Sagallo avec une nouvelle caravane d'armes avec Léon Chefneux. En octobre 1885, il participe à une expédition militaire au Wallaga, où il accompagne le ras Gobana. Pino reste auprès de Ménélik à Ankober. En janvier 1887, Jules Borelli le rencontre près d'Entoto. En novembre 1889, Pino livre à Obock une cargaison de mille fusils.
Après la création du port de Djibouti en 1888, il y installe une maison de commerce. En 1902, il existe encore à Djibouti une « maison Pino-Garrigues ».
Il quitte l'Abyssinie en 1896 après des affaires infructueuses et la trahison d'un associé. Il laisse une correspondance avec des personnalités telles que Paul Soleillet, Arthur Rimbaud, Jules Borelli, Alfred Bardey ou Léon Chefneux. 
Il est inhumé à Perpignan. Sur sa tombe, pratiquement illisible est gravée : « capitaine au long cours » et « Fitaouarari (colonel) de l'armée abyssine ».

## Publications
- Lettres, Procès-verbaux de la Société de géographie de Paris, 8 mai 1885, p. 298-299